# آئیینس
آئیینس (به اسپانیایی: Ahillones) یک شهرستان در اسپانیا است که در استان باداخس واقع شده‌است.